# Discographie de Selena Gomez and the Scene
La discographie de Selena Gomez & the Scene, se résume à trois albums studio, un album remix, un EP, sept singles et huit clips vidéos.
Selena Gomez signe un contrat avec Hollywood Records en 2008. Elle forme un groupe nommé Selena Gomez & the Scene. Le premier album du groupe, Kiss & Tell en 2009 qui a atteint la neuvième place du Billboard 200 et est certifié Disque d'or par la RIAA malgré des critiques mitigées,,, le premier single Falling Down n'a pas eu beaucoup de succès contrairement à Naturally. Leur second album, A Year Without Rain sorti en 2010 est certifié Disque d'or par la RIAA et reçoit des critiques allant de mitigé à positif et atteint la quatrième place du Billboard 200, ne se vendant qu'à 66 000 exemplaires lors de sa première semaine de sortie. Les deux singles de l'opus, Round & Round et A Year Without Rain ont connu succès modéré,.
Le groupe sort leur troisième et dernier album avant une pause d'une durée indéterminée, nommé When the Sun Goes Down en 2011 qui atteint la troisième place du Billboard 200 et est certifié Disque d'or par la RIAA. L'album devient le meilleur démarrage du groupe en première semaine mais reçoit des critiques mitigées. Le premier single Who Says connaît un succès modéré, contrairement au deuxième single Love You Like a Love Song, le dernier single Hit The Lights n'a pas eu beaucoup de succès.
Ce n'est qu'en février 2013 que Selena annonce qu'elle commence une carrière en solo.

## Albums studio
| Titre                                                                      | Détails de l'album                                                                              | Meilleures positions | Meilleures positions | Meilleures positions | Meilleures positions | Meilleures positions | Meilleures positions | Meilleures positions | Meilleures positions | Meilleures positions | Meilleures positions | Meilleures positions | Ventes        | Certifications                                                                                                 |
| Titre                                                                      | Détails de l'album                                                                              | US                   | ALL                  | AUS                  | AUT                  | CAN                  | FRA                  | IRL                  | NOR                  | NZ                   | RU                   | SUI                  | Ventes        | Certifications                                                                                                 |
| -------------------------------------------------------------------------- | ----------------------------------------------------------------------------------------------- | -------------------- | -------------------- | -------------------- | -------------------- | -------------------- | -------------------- | -------------------- | -------------------- | -------------------- | -------------------- | -------------------- | ------------- | --- |
| Kiss and Tell                                                              | - Sortie : 29 septembre 2009 - Label : Hollywood Records - Format: CD, téléchargement numérique | 9                    | 19                   | —                    | 4                    | 22                   | 24                   | 14                   | 38                   | 21                   | 12                   | 36                   | - US: 920 000 | - RIAA : Or - CAPIF : Or - MC : Or - BPI : Argent                                                              |
| A Year Without Rain                                                        | - Sortie : 17 septembre 2010 - Label : Hollywood Records - Format: CD, téléchargement numérique | 4                    | 22                   | 46                   | 19                   | 6                    | 26                   | 40                   | —                    | 24                   | 14                   | 37                   | - US: 810 000 | - RIAA : Or - ABPD : Or - MC : Or - IFPI CHILE : Platine - ZPAV : Platine - BPI : Argent                       |
| When the Sun Goes Down                                                     | - Sortie : 21 juin 2011 - Label : Hollywood Records - Format: CD, téléchargement numérique      | 3                    | 18                   | 14                   | 11                   | 2                    | 47                   | 13                   | 6                    | 8                    | 15                   | 27                   | - US: 690 000 | - RIAA : Or - CAPIF : Or - ABPD : Or - MC : Platine - PROMUSICAE : Or - ASIRI : Or - AMPROFON : Or - ZPAV : Or |
| "—" indique que l'album ne s'est pas classée dans le hit-parade de ce pays |                                                                                                 |                      |                      |                      |                      |                      |                      |                      |                      |                      |                      |                      |               | |

## EPs
| Année | Titre          | Détails                                                                          |
| ----- | -------------- | -------------------------------------------------------------------------------- |
| 2012  | Hit the Lights | - Sortie: 12 janvier 2012 - Label: Hollywood Records - Formats: digital download |

## Chansons

### Singles
| Titre                                                                      | Année | Meilleures Positions | Meilleures Positions | Meilleures Positions | Meilleures Positions | Meilleures Positions | Meilleures Positions | Meilleures Positions | Meilleures Positions | Meilleures Positions | Meilleures Positions | Meilleures Positions | Certifications                                                        | Album                  |
| Titre                                                                      | Année | US                   | ALL                  | AUS                  | AUT                  | CAN                  | FRA                  | IRL                  | NOR                  | NZ                   | UK                   | SUI                  | Certifications                                                        | Album                  |
| -------------------------------------------------------------------------- | ----- | -------------------- | -------------------- | -------------------- | -------------------- | -------------------- | -------------------- | -------------------- | -------------------- | -------------------- | -------------------- | -------------------- | --------------------------------------------------------------------- | ---------------------- |
| Falling Down                                                               | 2009  | 82                   | —                    | —                    | —                    | 69                   | —                    | —                    | —                    | —                    | —                    | —                    |                                                                       | Kiss and Tell          |
| Naturally                                                                  | 2010  | 29                   | 14                   | 46                   | 37                   | 18                   | —                    | 7                    | —                    | 20                   | 7                    | 54                   | - RIAA : 4 × Platine - MC : Platine                                   | Kiss and Tell          |
| Round and Round                                                            | 2010  | 24                   | 52                   | —                    | 62                   | 51                   | —                    | 44                   | —                    | —                    | 47                   | —                    | - RIAA : Platine                                                      | A Year Without Rain    |
| A Year Without Rain                                                        | 2010  | 35                   | 56                   | —                    | —                    | 30                   | —                    | —                    | —                    | —                    | —                    | —                    | - RIAA : 2 × Platine - ARIA : Or                                      | A Year Without Rain    |
| Who Says                                                                   | 2011  | 21                   | 44                   | —                    | 62                   | 17                   | —                    | 36                   | —                    | 15                   | 51                   | —                    | - RIAA : 3 × Platine - ARIA : Platine - RIANZ : Or - IFPI NOR : Or    | When the Sun Goes Down |
| Love You Like a Love Song                                                  | 2011  | 22                   | —                    | 48                   | —                    | 10                   | 17                   | 49                   | 14                   | 21                   | 58                   | —                    | - RIAA : 4 × Platine - ARIA : Or - IFPI NOR : Platine - IFPI SWE : Or | When the Sun Goes Down |
| Hit the Lights                                                             | 2012  | 103                  | —                    | —                    | —                    | 55                   | —                    | —                    | —                    | —                    | —                    | —                    | - RIAA : Platine                                                      | When the Sun Goes Down |
| "—" indique que l'album ne s'est pas classée dans le hit-parade de ce pays |       |                      |                      |                      |                      |                      |                      |                      |                      |                      |                      |                      |                                                                       |                        |

### Singles promotionnels
| Titre                                                                      | Année | Positions | Positions | Album                  |
| Titre                                                                      | Année | US        | CAN       | Album                  |
| -------------------------------------------------------------------------- | ----- | --------- | --------- | ---------------------- |
| Live Like There's No Tomorrow                                              | 2010  | —         | —         | A Year Without Rain    |
| Intuition                                                                  | 2010  | —         | —         | A Year Without Rain    |
| Bang Bang Bang                                                             | 2011  | 94        | 96        | When the Sun Goes Down |
| Whiplash                                                                   | 2011  | —         | —         | When the Sun Goes Down |
| "—" indique que l'album ne s'est pas classée dans le hit-parade de ce pays |       |           |           |                        |

### Autres apparitions
| Titre             | Année | Album                 |
| ----------------- | ----- | --------------------- |
| Winter Wonderland | 2009  | All Wrapped Up Vol. 2 |

## Clips vidéo

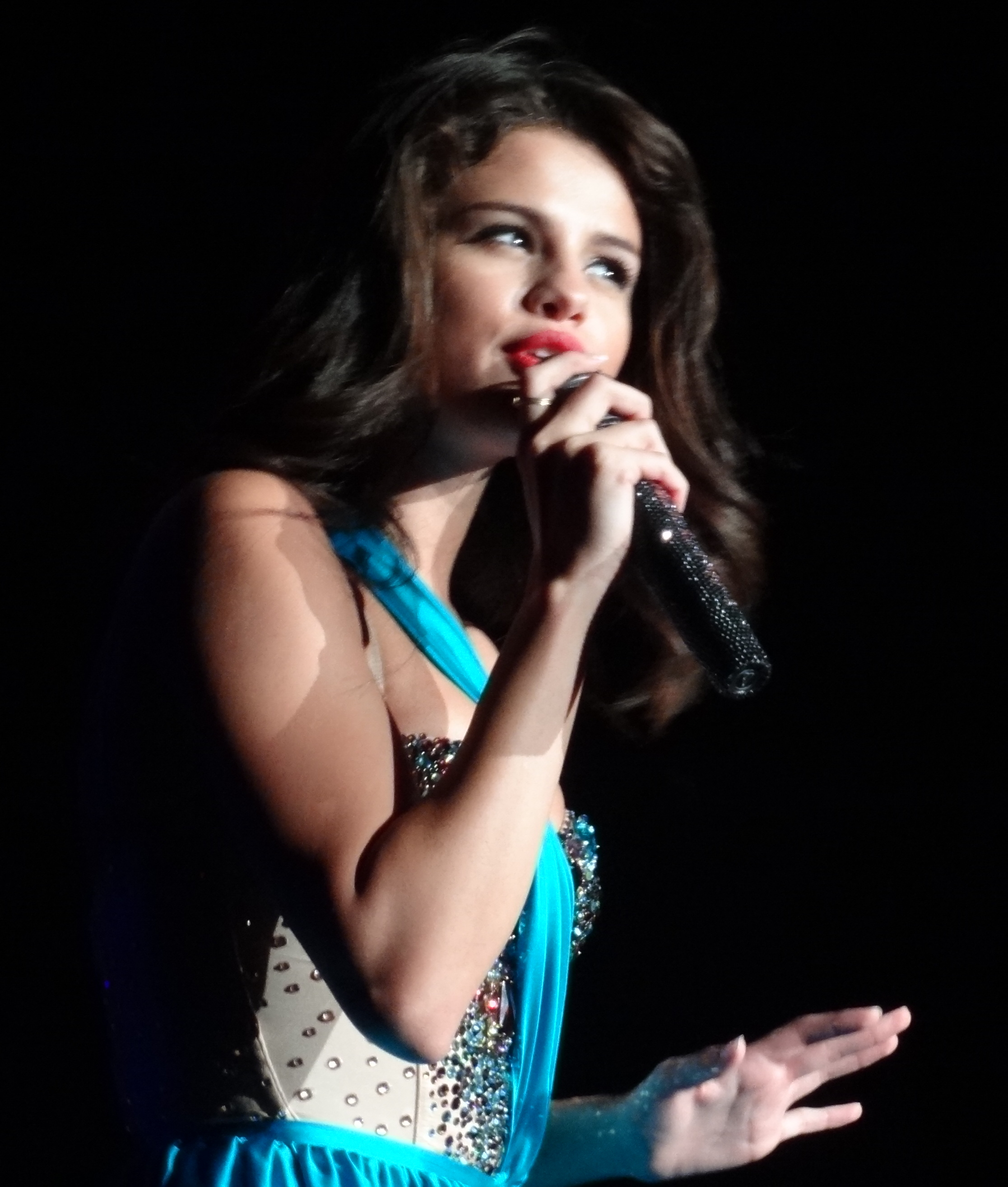
Selena Gomez, la chanteuse du groupe sur scène pendant sa seconde tournée en octobre 2011.

| Dates de sortie  | Single                     | Album                  | Réalisateur                       | Vues sur Youtube du 18/11/22 |
| ---------------- | -------------------------- | ---------------------- | --------------------------------- | ---------------------------- |
| 28 août 2009     | Falling Down               | Kiss and Tell          | Chris Dooley                      | 34 355 542 vues              |
| 11 décembre 2009 | Naturally                  | Kiss and Tell          | Chris Dooley                      | 357 380 602 vues             |
| 18 juin 2010     | Round and Round            | A Year Without Rain    | Phillip Andelman                  | 136 339 597 vues             |
| 30 août 2010     | A Year Without Rain        | A Year Without Rain    | Chris Dooley                      | 264 176 801 vues             |
| 19 novembre 2010 | Un año sin lluvia          | A Year Without Rain    | Chris Dooley                      | 127 906 858 vues             |
| 4 mars 2011      | Who Says                   | When the Sun Goes Down | Chris Applebaum                   | 360 663 238 vues             |
| 23 juin 2011     | Love You Like a Love Song  | When the Sun Goes Down | Geremy Jasper et Georgie Greville | 679 284 376 vues             |
| 16 novembre 2011 | Hit the Lights             | When the Sun Goes Down | Philip Andelman                   | 174 935 595 vues             |
| 19 avril 2012    | Hit the Lights (Version 2) | When the Sun Goes Down | Philip Andelman                   | 19 621 225 vues              |

## Tournées
| Année     | Dates | Titre                 | Chanteur principal |
| --------- | ----- | --------------------- | ------------------ |
| 2011-2012 | 55    | We Own the Night Tour | Selena Gomez       |